# Java Community Process

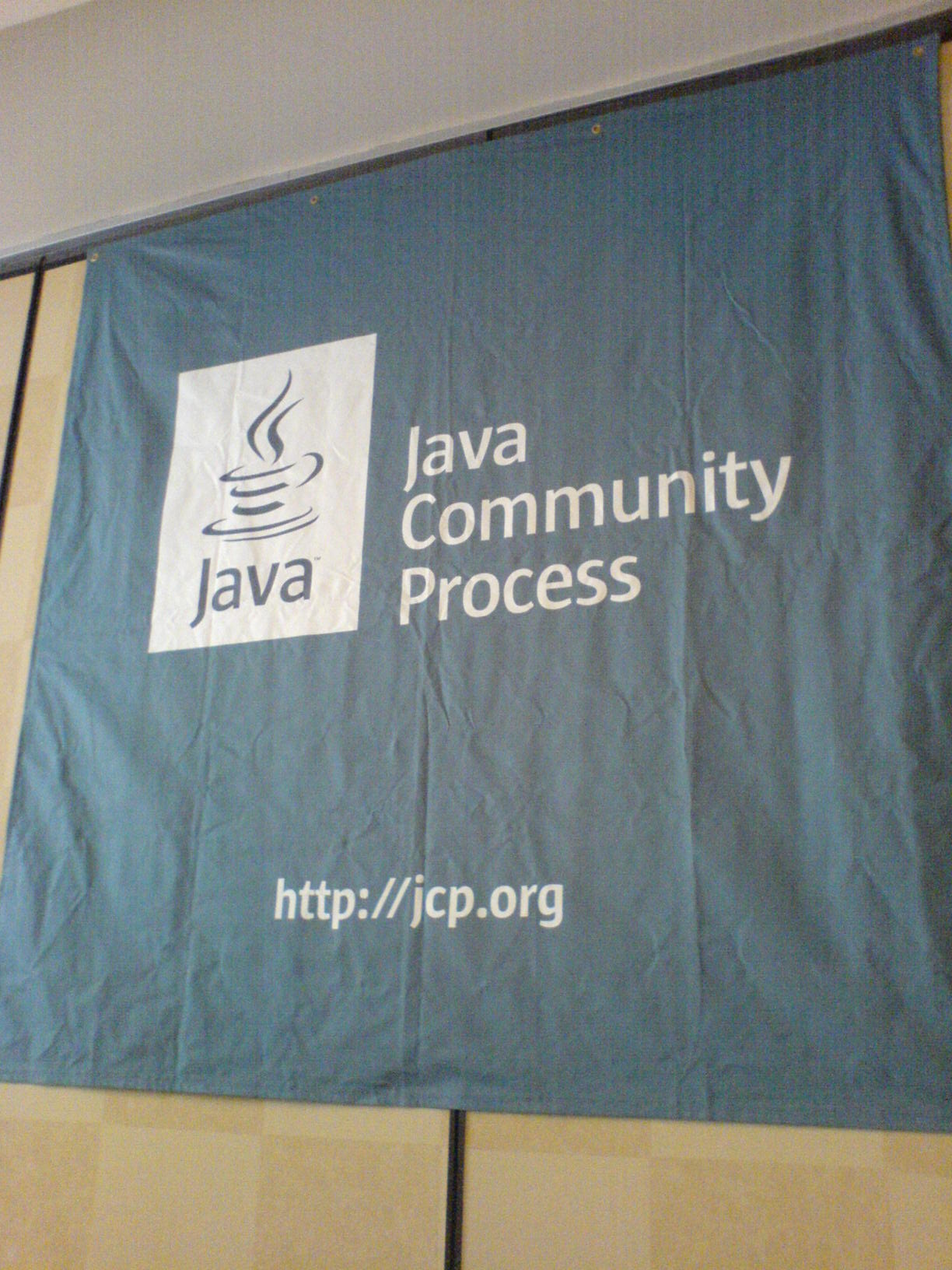
El dilluns abans de l'inici de la conferència JavaOne 2006 a San Francisco, es van celebrar unes sessions sobre el procés de la Java Community Process.

La Java Community Process (JCP) és una organització creada per Sun l'any 1998. La seva finalitat és coordinar l'evolució del llenguatge Java i les seves tecnologies associades (vegeu la plataforma Java). El JCP ha adoptat un procés formalitzat que permet implicar les diferents parts interessades en la definició de futures versions i funcionalitats de la plataforma Java.
La JCP emet les Java Specification Requests (JSR), que descriuen les especificacions i tecnologies proposades per ser afegides a la plataforma Java. Les revisions públiques formals de les JSR es realitzen abans que un JSR sigui definitiu i sigui votat pel Comitè Executiu del JCP. Un JSR final proporciona una implementació de referència que ofereix:
- una implementació gratuïta de la tecnologia en forma de codi font;
- un conjunt de proves, el Technology Compatibility Kit (TCK), per comprovar la compatibilitat d'una implementació amb l'especificació.

El JCP està format per empreses del domini Java, com Oracle, IBM, Red Hat, SAP SE, Fujitsu, Intel i HP, així com fundacions del món del programari lliure, com Free Software Foundation, l'Open Source Initiative, la Linux Foundation i la Apache Software Foundation, així com persones físiques, per les quals l'adhesió és lliure.

## Procés d'especificació
La creació d'una nova especificació (JSR) passa per algunes etapes.

### Inicialització
Durant la inicialització (initiation) es publica arreu de la JCP la informació següent:
- els membres que participen en el projecte;
- una descripció del projecte;
- una justificació del projecte;
- un calendari provisional;
- un pla que destaqui les eines i tècniques necessàries;
- qualsevol document existent útil per entendre el projecte.

### Esborrany preliminar
L'objectiu de l'esborrany inicial (early draft) és crear un grup d'experts encarregats d'elaborar un primer esborrany de l'especificació que serà sotmès a la revisió de la comunitat, però també del públic.

### Release final
Durant el llançament final (final release), l'especificació es completa segons els resultats del pas anterior. Aquesta especificació es fa pública.

#### Manteniment
Per a l'etapa de manteniment (maintenance), es designa un expert per assegurar-se que l'especificació es manté actualitzada.